# Marcela Walerstein
| Marcela Walerstein                        | Marcela Walerstein                                |
| Kattints az alábbi külső linkek egyikére! | Kattints az alábbi külső linkek egyikére!         |
| ----------------------------------------- | ------------------------------------------------- |
| Nem található szabad kép.(?)              |                                                   |
| külső link · jogvédett                    | Walerstein az 1993-as „Emmanuelle illata” filmben |

Marcela Walerstein, teljes nevén Marcela Walerstein Martín (Apure állam, Venezuela, 1971) venezuelai színésznő, fotómodell, 1989-ben szülőhelyén az állam  szépségkirálynője. Ismert szerepe a fiatal Emmanuelle alakítása az 1993-ban készült francia televíziós Emmanuelle-filmsorozatban.

## Élete
Marcela Walerstein Martín 1971-ben született, 1989-ben Apure állam szépségkirálynőjévé választották, ugyanebben az évben a Miss Venezuela országos döntőjéig jutott.
Fotói megjelentek a magyar Playboy 1992 szeptemberi számában.
Legismertebb szerepe, amely világszerte ismertté tette, az ifjú Emmanuelle újraálmodott megformálása Francis Leroi hétrészes televíziós Emmanuelle-filmsorozatában, amely Emmanuelle Arsan thai-francia írónő önéletrajzi ihletésű erotikus regényei alapján készült, az Emmanuelle-franchise kihasználásával. Az 1970-es években készült első Emmanuelle-filmek sztárja, a szépkorúvá vált Sylvia Kristel mellékszereplőként tűnik fel.
Walerstein mintegy huszonöt játékfilmben is szerepelt. A magyar mozikba (2020-ig) ezekből kettő jutott el, köztük Marcos Zurinaga rendező spanyol polgárháborús drámája, a Garcia Lorca eltűnése, Andy García címszereplésével.

## Filmszerepei
Magyarországon bemutatott mozifilmjei
- 1996: Garcia Lorca eltűnése (La desaparición de García Lorca), Maria Eugenia
- 2001: 10 nap nélküled (El cielo abierto), Sara

Tévéfilmek
- 1993: Mindörökké Emmanuelle (Éternelle Emmanuelle), az ifjú Emmanuelle
- 1993: Emmanuelle bosszúja (La revanche d’Emmanuelle), az ifjú Emmanuelle
- 1993: Emmanuelle Velencében (Emmanuelle à Venise), az ifjú Emmanuelle
- 1993: Emmanuelle szerelme (L’amour d’Emmanuelle), az ifjú Emmanuelle
- 1993: Emmanuelle varázsa (Magique Emmanuelle), az ifjú Emmanuelle
- 1993: Emmanuelle illata (Le parfum d’Emmanuelle), az ifjú Emmanuelle
- 1993: Emmanuelle titka (Le secret d’Emmanuelle), az ifjú Emmanuelle